# Crazy Love (中森明菜の曲)
「Crazy Love」（クレイジー・ラブ）は、日本の歌手中森明菜の楽曲。この楽曲は中森の48枚目のシングルとして、ユニバーサルシグマより2010年7月13日にリリースされた。楽曲はレコチョクなどで、着うたフル・着うたフルプラス、着うた・RBT（イントロver.、サビver.）が配信された。その後パチンコPR用のCD以外では『オールタイム・ベスト -オリジナル-』の収録曲として収録された。

## 背景
「Crazy Love」は、2010年9月に導入された中森をモチーフとした大一商会のパチンコ『CR中森明菜・歌姫伝説〜恋も二度目なら〜』のオリジナル楽曲で、2010年7月13日に、自身初となるデジタル・ダウンロード限定でシングル・リリースされた。『CR中森明菜・歌姫伝説〜恋も二度目なら〜』は、2006年6月に導入された『CR中森明菜・歌姫伝説』に続く第2弾である。この楽曲は、遠藤幸三とMiran:Miran名義で中森が作詞を担当し、Fredrik Boström、Anna Nordell、Calle Kindbomが作曲を手掛けた。楽曲のプロデュースは、スタジオ・アルバム『DIVA』に続きBNA Productionsが担当した。本曲は海外でレコーディングされ、ダンサブルなナンバーに仕上がっている。ディスクジャケットとして、中森自身気に入っているという『CR中森明菜・歌姫伝説〜恋も二度目なら〜』に登場するキャラクターの「TANGO NOIR」ちび菜が採用された。この楽曲のミュージック・ビデオも制作され、このミュージック・ビデオは『CR中森明菜・歌姫伝説〜恋も二度目なら〜』に収録された。

## 収録曲
| #         | タイトル       | 作詞                  | 作曲                                         | 時間 |
| --------- | -------------- | --------------------- | -------------------------------------------- | ---- |
| 1.        | 「Crazy Love」 | 遠藤幸三、Miran:Miran | Fredrik Boström, Anna Nordell, Calle Kindbom | 3:30 |
| 合計時間: | 合計時間:      | 合計時間:             | 合計時間:                                    | 3:30 |

## クレジット
- Produced by BNA Productions for Caped Crusader Management[2][3][4]
- Production coordination by Yuko Yasumoto for Downtown Music[2][3][4]